# Die unglaubliche Geschichte der Roseninsel
Die unglaubliche Geschichte der Roseninsel (Originaltitel: L’incredibile storia dell’Isola delle Rose) ist ein italienischer Film aus dem Jahr 2020 unter der Regie von Sydney Sibilia. Der Film erzählt die wahre Geschichte der Roseninsel, einer vom Ingenieur Giorgio Rosa geschaffenen Plattform im Meer, die am 1. Mai 1968 zur Mikronation wurde und im Februar 1969 wieder abgerissen wurde. 
Am 9. Dezember 2020 erschien der Film weltweit auf Netflix.

## Handlung
Straßburg, Winter 1968. Auf dem Weg ins Büro bemerkt der Präsident des Europarates, Jean Baptiste Toma, einen Mann, der seit Tagen im Flur des Gebäudes sitzt und darauf wartet, seinen Fall der Organisation vorlegen zu können. Nach langem Beharren und unterstützt durch Dokumente, die von den Vereinten Nationen (UNO) unterzeichnet wurden, willigt Toma ein, ihn zu treffen und sich seine Geschichte anzuhören.
Bologna. An dem Abend, an dem er sein Ingenieurdiplom feiert, trifft der junge und exzentrische Giorgio Rosa seine Ex-Geliebte Gabriella. Sein Versuch, sich ihr zu nähern und ihre Beziehung zu retten, erweist sich jedoch als fruchtlos, vor allem weil Gabriella ihn für unreif und unfähig hält, sich der modernen Gesellschaft anzupassen. Nach mehreren vergeblichen Versuchen, sich der Gesellschaft anzupassen, beschließt Giorgio schließlich, vor der Küste von Rimini, knapp außerhalb der italienischen Hoheitsgewässer, eine Plattform im Meer zu bauen, um sie zu seiner eigenen Welt zu machen. Mit Hilfe seines alten Freundes und Studienkollegen Maurizio Orlandini gelingt es Giorgio, seine Vision zu verwirklichen, die er in „Roseninsel“ umbenennt. Nachdem sie den schiffbrüchigen Pietro Bernardini aufgegriffen und damit zum ersten Bewohner der Insel gemacht haben, einigen sie sich zusammen mit dem deutschstämmigen Staatenlosen Neumann, einem Organisator von Veranstaltungen, und der jungen Bardame Franca darauf, die Insel in ein renommiertes Touristenziel für die Sommergäste der Riviera Romagnola zu verwandeln. Der Erfolg der Insel erregt auch die Aufmerksamkeit von Gabriella, die sich dorthin begibt, um Giorgio mitzuteilen, dass sie bald heiraten wird. Doch trotz der Höhenflüge ihres Ex-Freundes kann sie nicht umhin, ihn darauf hinzuweisen, dass das, was er geschaffen hat, nichts weiter ist als eine Diskothek mitten im Meer. 
Giorgio ist bestrebt, seine Welt realer und anerkannter zu machen, und kommt dann mit seinen Freunden auf eine verrückte Idee: seinen Fall vor die Vereinten Nationen zu bringen, in der Hoffnung, als unabhängiger Staat anerkannt zu werden. Schließlich hat die Roseninsel bereits eine offizielle Sprache (Esperanto), eine Regierung, eine Währung und eine Post; es fehlt nur die offizielle Anerkennung. Dieser Schritt erregt eine feindselige Reaktion der italienischen Regierung unter Giovanni Leone, der seinen Innenminister, den arroganten und fanatischen Franco Restivo, mit der Lösung des Problems beauftragt. Restivo versucht zunächst, Giorgio zu bestechen, indem er ihm zwei Strandbars verspricht, wenn er sein Projekt aufgibt. Als er sich weigert, befiehlt er, Giorgios Vater Ulisse aus der Fabrik, in der er arbeitet, zu entlassen. Trotz Drohungen, Einschüchterungen und sogar dem Verrat seiner Freunde, die sich von der Regierung bestechen lassen, gibt Giorgio nicht auf und beschließt auf Anraten von Gabriella, einer Expertin für Völkerrecht, seinen Fall nach Straßburg zu bringen.
Präsident Toma beschließt, die Angelegenheit weiterzuverfolgen und hilft Giorgio dabei, den Fall vor den Rat zu bringen, der sich trotz des Drucks der italienischen Regierung bereit erklärt, den Fall zu prüfen. Da er befürchtet, dass der Rat tatsächlich mit Giorgio übereinstimmen könnte, überzeugt Restivo den fast zurückgetretenen Leone davon, eine Kriegserklärung gegen die Roseninsel zu unterzeichnen, und schickt den Kreuzer Andrea Doria aus Venedig, um die Plattform zu bombardieren. Von Restivo selbst darüber informiert, kehrt Giorgio eilig auf die Insel zurück, wo sich auch seine Freunde ihm anschließen, die auf ihre staatlichen Zuwendungen verzichteten, um ihn bei diesem letzten vergeblichen Widerstand zu unterstützen. Ihre Anwesenheit zwingt den Schiffskommandanten, seine Pläne, um die Insel zu beschießen, aufzugeben. Stattdessen wird die Insel in die Luft gesprengt, nachdem die Marine-Angreifer die sechs Freunde zurückgeholt haben, gerade als der Regierungswechsel zwischen Leone und Rumor in Rom stattfindet.
Aus dem Abspann geht hervor, dass der Europarat sich schließlich geweigert hat, über die Frage zu entscheiden, da die Insel außerhalb der europäischen Gewässer liege, womit er gewissermaßen die Ansprüche auf Unabhängigkeit der Roseninsel anerkannte. Um ähnliche Fälle in Zukunft zu vermeiden, verschob die UNO die Grenzen der Hoheitsgewässer weltweit von 6 auf 12 Seemeilen vor der Küste. Zum Schluss wird eine Einblendung von Giorgios und Gabriellas Hochzeit gezeigt und es wird daran erinnert, wie die beiden für den Rest ihres Lebens zusammenblieben.

## Besetzung und Synchronisation
Die deutsche Synchronisation entstand unter der Dialogregie von Heike Schroetter, nach einem Dialogbuch von Yvonne Prieditis durch die Synchronfirma Iyuno Germany in Berlin.
| Darsteller           | Synchronsprecher     | Rolle                       |
| -------------------- | -------------------- | --------------------------- |
| Elio Germano         | Nico Mamone          | Giorgio Rosa                |
| Leonardo Lidi        | Tobias Müller        | Maurizio Orlandini          |
| Matilda De Angelis   | Patrizia Carlucci    | Gabriella                   |
| Fabrizio Bentivoglio | Axel Lutter          | Franco Restivo              |
| Tom Wlaschiha        | Tom Wlaschiha        | W.R. Neumann                |
| Luca Zingaretti      | Lutz Schnell         | Giovanni Leone              |
| Giulio Farnese       | Joachim Kerzel       | Kardinal Emanuele Nunziante |
| Fabrizio Rongione    | Nicolas Böll         | Monsieur Carlozzi           |
| Andrea Pennacchi     | Reinhard Scheunemann | Ulisse Rosa                 |
| Federico Pacifici    | Lutz Riedel          | Antonio Moro                |

## Rezeption
Der Film konnte bislang 78 Prozent aller Kritiker bei Rotten Tomatoes überzeugen und erhielt hierbei eine durchschnittliche Bewertung von 5,9 der möglichen 10 Punkte.
In Deutschland schrieb Katharina Zeckau vom Filmdienst: „Eine nach einer wahren Geschichte entwickelte Komödie mit Verve, Witz und großer Lust an der Überzeichnung, aber durchweg mit Zuneigung gezeichneten Figuren. In zahlreichen absurden Vignetten und Porträts läuft der Film zu Hochform auf und kann zudem mit feinen Spitzen gegen italienische Klüngelei und die Politik alter Männer punkten.“